# بنیگنو آکینو
بنیگنو آکینو (به لاتین: Benigno Aquino III) (۸ فوریه ۱۹۶۰–۲۴ ژوئن ۲۰۲۱) رئیس‌جمهور سابق فیلیپین و فرزند رئیس‌جمهوران سابق فیلیپین، بنینو آکینو و کرازون آکینو بود.
آکینو در انتخابات ریاست‌جمهوری فیلیپین در سال ۲۰۱۰، با شعار «مبارزه گسترده با فساد مالی در کشور» توانست پیروز انتخابات شود. جوزف استرادا، رئیس‌جمهور سابق فیلیپین، رقیب اصلی آکینو در انتخابات ریاست جمهوری بود.
آکینو، پسر کرازون آکینو؛ رئیس‌جمهور درگذشته فیلیپین بود. او وعده داد که به فقر و فساد دولتی و اجتماعی کشورش پایان دهد.
در انتخابات فیلیپین، دور دومی وجود ندارد و هر کاندیدایی که بیشترین آرا را کسب کند، پیروز اعلام می‌شود و هر دوره ریاست جمهوری در این کشور ۶ سال است.
بنیگنو آکینو که پس از دو دوره ریاست جمهوری اجازه شرکت در این انتخابات را نداشت، جانشین گلوریا آرویو رئیس‌جمهور سابق فیلیپین شد. گلوریا آرویو متهم به فساد مالی در دوران حکمرانی اش از سال ۲۰۰۱ تا ۲۰۱۰ بر این کشور آسیایی است.

## بیماری و مرگ
آکینو در اوت ۲۰۱۹ هنگامیکه نتوانست در بزرگداشت سی و ششمین سالگرد درگذشت پدرش شرکت کند، متعاقباً گزارش شد وی از ذات الریه رنج می‌برد. یک ماه بعد، آکینو برای معاینه و معالجه در بخش مراقبت‌های ویژه در مرکز پزشکی ماکانی بستری شد. به گفته سناتور پانگیلینان آکینو علاوه بر ذات الریه از فشار خون و دیابت نیز رنج می‌برد. از آن پس وی مرتباً در پی علاج بیماری خود بود.
در ساعات اولیه روز ۲۴ ژوئن ۲۰۲۱، خدمتکار آکینو وی را در خانه اش در مثلث غربی کزون سیتی درحالی که بیهوش بر روی تکیه گاه خود خوابیده بود پیدا کرد. وی را بلافاصله با آمبولانس به مرکز پزشکی کاپیتول در نزدیکی دلیمان منتقل کردند، آکینو در ساعت ۶:۳۰ صبح روز ۲۴ ژوئن اعلام شد به دلیل بیماری کلیوی که در انتظار پیوند کلیه بود و اجتناب از دیالیز درگذشته است. جسد وی در روز مرگ او سوزانده شد و قرار است در ۲۶ ژوئن در مجاور پدر و مادرش در پارک یادبود مانیل در پارانیاکه به خاک سپرده شود.